# Campeonato Amapaense de Futebol de 2024
O Campeonato Amapaense de Futebol - Série A de 2024 (também conhecido como Amapazão Sicredi 2024, por questões de patrocínio), é a 79ª edição da primeira divisão profissional do Campeonato Amapaense. O certame é organizado pela Federação Amapaense de Futebol — FAF, entidade máxima do futebol no estado do Amapá.
O campeão ganhará vaga na Copa do Brasil de 2025, Copa Verde de 2025 e Série D de 2025. O vice-campeão ganhará vaga na Copa do Brasil de 2025. Os clubes posicionados nas duas últimas posições, Macapá e São Paulo-AP, seriam rebaixados para a segunda divisão. No entanto, a decisão do TJD-AP que anulou as semifinais também anulou o rebaixamento dos clubes, permitindo a participação de ambos no Amapaense 2025. Em mais uma reviravolta, a decisão do TJD-AP de 20 de junho confirmou o rebaixamento de ambos os clubes e a validação da primeira partida da semifinal entre Trem e Santos-AP.  

## Regulamento
A competição se realizará com oito clubes participantes, e, terá início em 4 de fevereiro de 2024, observando que será disputada em turno único, distribuído em três fases:
| Primeira fase — Fase regular — Fase de pontos corridos — Fase classificatória |
| --- |
| Na primeira fase, que compreende a fase classificatória, os competidores jogarão entre si em turno único, e em confronto direto, classificando-se para fase semifinal as quatro agremiações melhores posicionadas ao final desta fase e as duas últimas equipes serão rebaixadas para a segunda divisão.                                                                              |
| Critérios de desempate |
| Ocorrendo igualdade em pontos ganhos entre dois ou mais clubes aplicam-se sucessivamente, na fase classificatória, os seguintes critérios técnicos de desempate: 1) maior número de vitórias; 2) maior saldo de gols; 3) maior número de gols pró; 4) confronto direto; 5) menor número de cartões vermelhos; 6) menor número de cartões amarelos; 7) sorteio público na sede da FAF. |

| Segunda fase — Semifinal |
| --- |
| A segunda fase, que compreende a fase semifinal, será disputada no sistema mata-mata em duas partidas [ida e volta], entre as quatro melhores equipes da fase classificatória. As duas melhores equipes da fase classificatória disputam a semifinal com a vantagem do empate. |

| Terceira fase — Final |
| --- |
| A fase final [ou final] será realizada em dois jogos pelas equipes vencedoras dos confrontos da fase semifinal. Caso o confronto do mata-mata final termine empatado no placar agregado, o título é decidido em disputa de pênaltis. |

## Equipes Participantes
O certame vai contar com a participação de oito clubes. O defensor do título, Trem, junto com: Macapá, Oratório, Santos, São Paulo, Independente, Santana e Ypiranga.
| Equipe       | Cidade  | Fundação                 | Em 2023      | Títulos             |
| ------------ | ------- | ------------------------ | ------------ | ------------------- |
| Independente | Santana | 19 de janeiro de 196200  | Vice-campeão | 05 (último em 2001) |
| Macapá       | Macapá  | 7 de setembro de 194100  | 6º colocado  | 17 (último em 1991) |
| Oratório     | Macapá  | 15 de agosto de 196900   | 4º colocado  | 01 (último em 2012) |
| Santana      | Santana | 25 de setembro de 195500 | 8º colocado  | 07 (último em 1985) |
| Santos       | Macapá  | 11 de maio de 197300     | 5º colocado  | 07 (último em 2019) |
| São Paulo    | Macapá  | 3 de fevereiro de 198800 | 7º colocado  | 0 (nenhum)          |
| Trem         | Macapá  | 1 de janeiro de 194700   | Campeão      | 08 (último em 2023) |
| Ypiranga     | Macapá  | 15 de maio de 196300     | 3º colocado  | 10 (último em 2020) |

## Primeira fase
| Pos | Equipe          | Pts | J | V | E | D | GP | GC | SG  | Classificação ou descenso    |     | IND | TRM | SAN | ORA | YPI | STN | MAC | SPA |
| --- | --------------- | --- | - | - | - | - | -- | -- | --- | ---------------------------- | --- | --- | --- | --- | --- | --- | --- | --- | --- |
| 1   | Independente-AP | 17  | 7 | 5 | 2 | 0 | 14 | 5  | +9  | Próxima fase                 |     | —   | 1–0 | —   | 2–1 | 3–0 | —   | —   | 4–1 |
| 2   | Trem            | 15  | 7 | 5 | 0 | 2 | 12 | 4  | +8  | Próxima fase                 |     | —   | —   | —   | 2–0 | —   | 5–0 | 1–0 | —   |
| 3   | Santos-AP       | 12  | 7 | 3 | 3 | 1 | 9  | 6  | +3  | Próxima fase                 |     | 1–1 | 2–0 | —   | —   | —   | —   | 1–3 | 0–0 |
| 4   | Oratório        | 10  | 7 | 3 | 1 | 3 | 8  | 8  | 0   | Próxima fase                 |     | —   | —   | 1–1 | —   | 0–1 | 2–0 | —   | —   |
| 5   | Ypiranga-AP     | 10  | 7 | 3 | 1 | 3 | 6  | 6  | 0   |                              |     | —   | 0–1 | 0–1 | —   | —   | —   | —   | 1–0 |
| 6   | Santana         | 8   | 7 | 2 | 2 | 3 | 12 | 14 | −2  |                              | 1–1 | —   | 1–3 | —   | 1–1 | —   | —   | 7–1 |     |
| 7   | Macapá          | 6   | 7 | 2 | 0 | 5 | 9  | 13 | −4  | Rebaixados à Série B de 2025 |     | 1–2 | —   | —   | 1–2 | 0–3 | 1–2 | —   | —   |
| 8   | São Paulo-AP    | 1   | 7 | 0 | 1 | 6 | 6  | 20 | −14 | Rebaixados à Série B de 2025 |     | —   | 1–3 | —   | 1–2 | —   | —   | 2–3 | —   |

1. ↑  O Santos-AP foi suspenso por descumprir as regras da Assembleia Geral da Confederação Brasileira de Futebol (CBF). Posteriormente, uma decisão do STJD revogou a suspensão, permitindo assim, que o clube disputasse o estadual.[7][8]

## Fase final

### Esquema
Em itálico as equipes que possuem o mando de campo no jogo de ida; em negrito as equipes vencedoras.
|  | Semifinais      | Semifinais | Semifinais | Semifinais |      |  | Final | Final | Final | Final |
|  |                 |            |            |            |      |  |       |       |       |       |
|  | Trem            | 1          | 1          | 2          |      |  |       |       |       |       |
|  | Santos-AP       | 1          | 1          | 2          |      |  |       |       |       |       |
|  | Santos-AP       | 1          | 1          | 2          | Trem |  |       |       |       |       |
|  |                 |            |            |            |      |  |       |       |       |       |
|  |                 | Oratório   |            |            |      |  |       |       |       |       |
|  | Independente-AP | 0          | 2          | 2          |      |  |       |       |       |       |
|  | Independente-AP | 0          | 2          | 2          |      |  |       |       |       |       |
|  | Oratório        | 1          | 2          | 3          |      |  |       |       |       |       |

- Nota: em 1° de maio, todos os semifinalistas: Independente, Oratório, Santos e Trem, foram excluídos da competição, contudo, as equipes ainda têm direito a recurso.[9] Em 3 de junho, o TJD-AP decidiu anular as semifinais e refazer os jogos.[10]

### Novo Esquema
Em itálico as equipes que possuem o mando de campo no jogo de ida; em negrito as equipes vencedoras.
|  | Semifinais      | Semifinais | Semifinais | Semifinais |   |      | Final | Final | Final | Final |
|  |                 |            |            |            |   |      |       |       |       |       |
|  | Trem            | 1          | 3          | 4          |   |      |       |       |       |       |
|  | Santos-AP       | 1          | 0          | 1          |   |      |       |       |       |       |
|  | Santos-AP       | 1          | 0          | 1          |   | Trem | 1     | 2     | 3     |       |
|  |                 |            |            |            |   | Trem | 1     | 2     | 3     |       |
|  |                 | Oratório   | 0          | 1          | 1 |      |       |       |       |       |
|  | Independente-AP | Oratório   | 0          | 1          | 1 | 0    | 2     | 2     |       |       |
|  | Independente-AP |            |            |            |   | 0    | 2     | 2     |       |       |
|  | Oratório        | 0          | 3          | 3          |   |      |       |       |       |       |

- Nota: em 8 de julho, o Santos desistiu da competição e a segunda partida foi cancelada. Com isso, foi atribuído o placar de 3 a 0 em favor do Trem.[11]

### Semifinais
| 3 de julho | Oratório | 0 – 0 | Independente-AP | Zerão, Macapá                           |
| 20:15      |          |       |                 | Árbitro: AP Cláudio José Cordeiro Ramos |

| 9 de julho | Independente-AP                         | 2 – 3 | Oratório                                | Zerão, Macapá                      |
| 20:15      | Matheus Dias 47' · Lucas Rondineles 79' |       | Magno Ribeiro 38', 88' · Néverton 50' · | Árbitro: AP Thaillan Azevedo Gomes |

| 15 de Abril | Santos-AP          | 1 – 1 | Trem                  | Zerão, Macapá                         |
| 20:00       | Joni Tavares 90+1' |       | Silvio dos Santos 13' | Árbitro: AP Edielson da Silva Azevedo |

| 11 de julho | Trem | 3 – 0 W.O | Santos-AP | Zerão, Macapá |
| 20:15       |      |           |           |               |

### Final
| 17 de julho | Oratório | 0 – 1 | Trem       | Zerão, Macapá                        |
| 20:15       |          |       | Gilmar 20' | Árbitro: AP Samuel dos Santos Santos |

| 24 de julho | Trem                     | 2 – 1 | Oratório  | Zerão, Macapá                              |
| 20:15       | Aleílson 31' · Tácio 72' |       | Abuda 62' | Árbitro: MG Paulo Cesar Zanovelli da Silva |

## Premiação
| Campeonato Amapaense de Futebol de 2024 Primeira Divisão Profissional |
| --------------------------------------------------------------------- |
| Trem Campeão (10.º título)                                            |